# Montgaillard, Landes
Montgaillard (gaskonsko Montgalhard) je naselje in občina v francoskem departmaju Landes regije Akvitanije. Naselje je leta 2009 imelo 571 prebivalcev.

## Geografija
Kraj leži v pokrajini Gaskonji ob reki Bahus, 23 km južno od središča Mont-de-Marsana.

## Uprava
Občina Montgaillard skupaj s sosednjimi občinami Audignon, Aurice, Banos, Bas-Mauco, Cauna, Coudures, Dumes, Eyres-Moncube, Fargues, Montaut, Montsoué, Saint-Sever in Sarraziet sestavlja kanton Saint-Sever s sedežem v Saint-Severu. Kanton je sestavni del okrožja Mont-de-Marsan.

## Zanimivosti
- cerkev sv. Ilja,
- pokopališka cerkev.